# Sebastián Ligarde
Amedee Gerardo Ligarde Mayaudon, bardziej znany jako Sebastián Ligarde (ur. 26 stycznia 1954 w Laredo, w stanie Teksas) – meksykańsko-amerykański aktor telewizyjny i filmowy.

## Życie osobiste
Ligarde w wieku 59. lat wyznał, że jest homoseksualistą. 3 czerwca 2013 r. w wywiadzie dla magazynu meksykańskiego TVyNovelas dokonał publicznego coming outu jako osoba homoseksualna, a inspiracją do tego był dla niego coming out Rickiego Martina z 2010. Od 26 stycznia 2014 jest w związku małżeńskim z Jorgem Lópezem Lirą Ligardem.

## Wybrana filmografia

### Seriale TV
- Luz de luna jako Adan Cruces Lezama[11]
- Gabriel jako Santori
- Meandry miłości (Pecados Ajenos) jako Manuel
- Osaczona (Acorralada) jako mecenas Borges
- Zemsta, moja miłość (Olvidarte jamás) jako Gonzalo Montero
- Mi Vida Eres Tu jako Alan Robinson/George Smith
- Belinda jako Adolfo Semprum
- Tormenta de pasiones jako Mauricio Miranda
- Salomé jako Diego
- La Casa en la playa jako Salvador Villareal
- Primer amor... a mil por hora jako Antonio Iturriaga Riquelme
- Vivo por Elena jako Ernesto
- Tu y yo jako Arturo
- Maria z przedmieścia (María la del Barrio) jako mecenas Gonzalo Dorantes
- Prisionera de amor jako Gerardo
- Entre la vida y la muerte jako Andrés del Valle
- Lo Blanco y lo negro jako Andres de Castro
- Quinceañera jako Memo

### Filmy fabularne
- 1976: Długość życia i śmierci (Longitud de guerra)
- 1976: Survive! (Supervivientes de los Andes) jako Felipe "Survive!" (USA)
- 1980: Dziki lato (Verano salvaje)
- 1982: Antonina (Antonieta) jako Mąż Amerykanki
- 1982: Zwycięstwo człowieka zwanego Koniem (Triumphs of a Man Called Horse) jako Mullins
- 1985: Remo: Nieuzbrojony i niebezpieczny (Remo Williams: The Adventure Begins) jakoSzeregowy Johnson
- 1986: Na skrzydłach orłów (On Wing of Eagles) jako Pierwszy Pomocnik
- 1989: Apuesta contra la muerte jako Mario
- 1992: Supervivencia jako McCoy
- 1993: El Asesino del zodíaco jako Arturo
- 2004: Desnudos jako lekarz